# الهائمون (فن)
الهائمون (بالروسية: Передви́жники)‏؛ (بالروسية: pʲɪrʲɪˈdvʲiʐnʲɪkʲɪ)‏

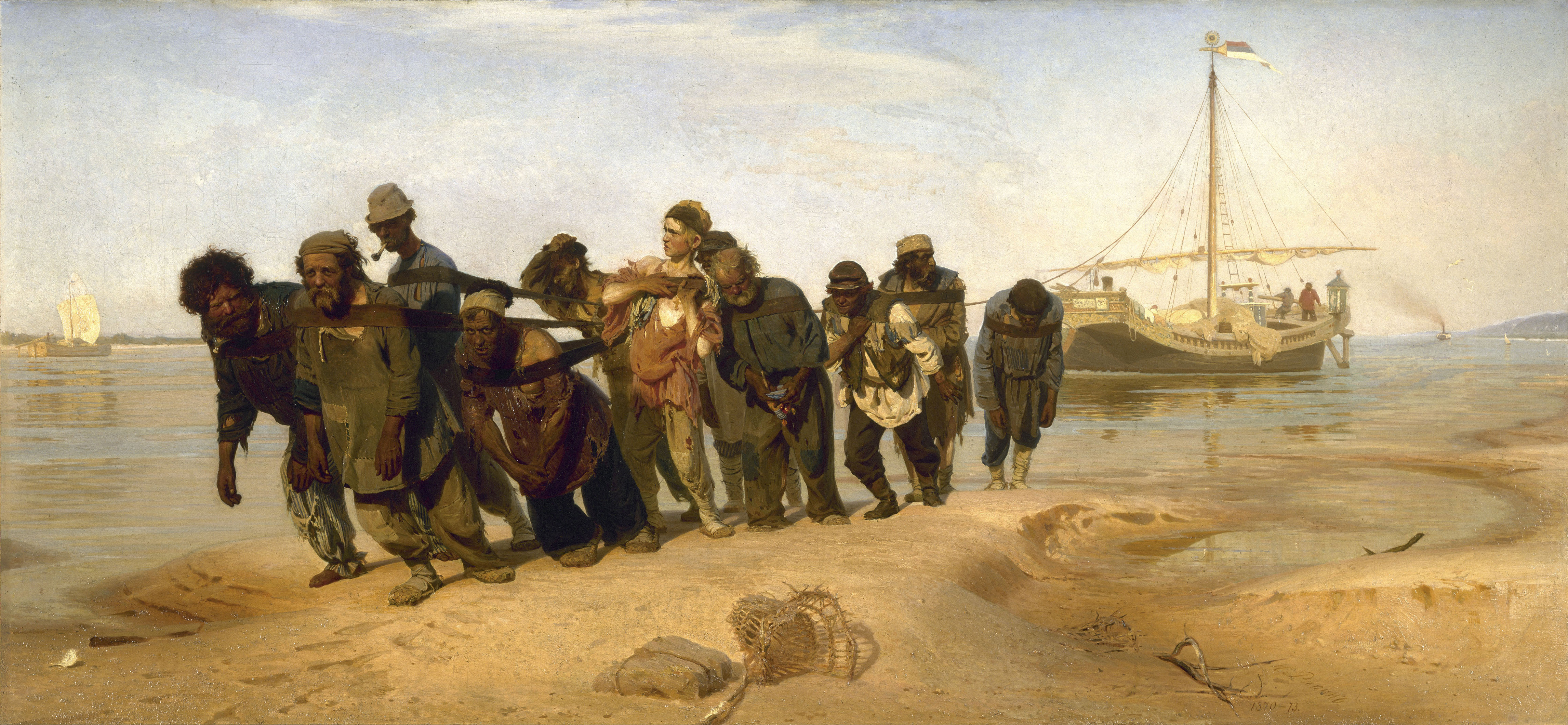
لوحة «بحارة على نهر الفولغا» للفنان ايليا ريبين (1870-1873).

ا كانت مجموعة من الفنانين الروس ذوي التوجه الواقعي الذين شكلوا رابطة تعاونية مع بعضهم البعض للاحتجاج على القيود الأكاديمية.

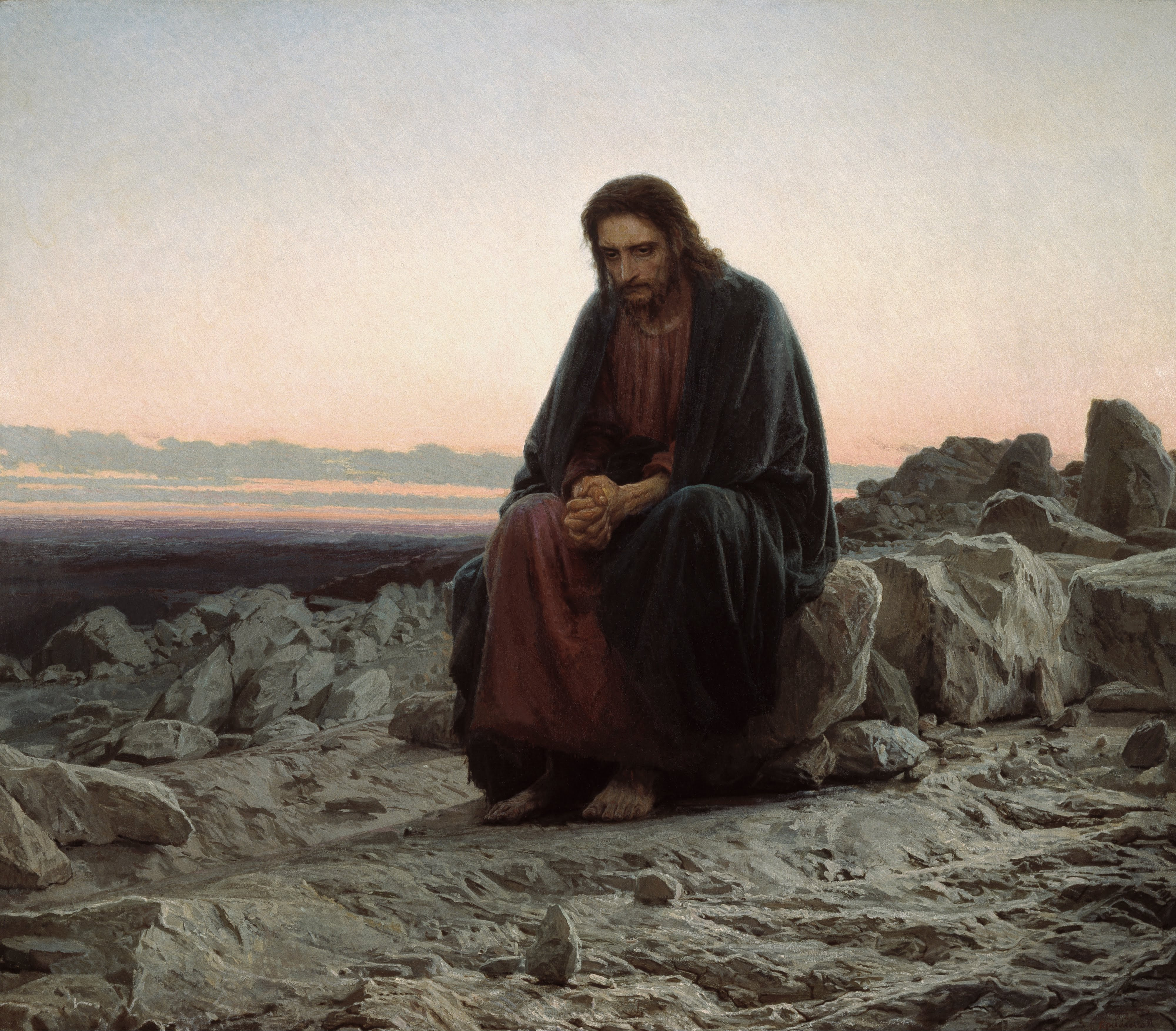
المسيح في الصحراء بريشة إيفان كرامسكوي 1872. غاليري تريتياكوف، موسكو.